# Festival Song
«Festival Song» es el cuarto y último sencillo tomado del primer álbum de Good Charlotte, llamado cómo la banda, Good Charlotte. Joel Madden dijo que la canción es sobre HFStival, un manual de rock en Washington D. C./Baltimore, y Maryland.
Crecí en HFStival... Escribí ésta canción sobre estar allí, cómo queríamos renunciar a nuestros trabajos para estar en una banda. Tenemos todos nuestros amigos, los fans y el apoyo de la radio aquí."
—Joel Madden
La letra que dice 'no future, no future', fue tomada de la canción de Sex Pistols, «God Save the Queen».

## Vídeo
El vídeo musical fue creado en los días del 2001 en HFStival.